# Monseigneur Broekxplein
Het Monseigneur Broekxplein is een plein in de Belgische stad Hasselt. Het plein is in 1974 naar priester-senator Pieter-Jan Broekx vernoemd.
Het plein ligt tussen de kleine en de grote ring van Hasselt, ten westen van het stadscentrum. Het plein ligt centraal in de Hasseltse stationsbuurt. 
Opvallende gebouwen aan het Monseigneur Broekxplein zijn het station van Hasselt, De Lijn-winkel en het ACW-gebouw. Ook het gerechtsgebouw van Hasselt kijkt over het plein uit. Nabij het plein ligt ook het Hendrik van Veldekegebouw, het Vlaams Administratief Centrum (VAC) van de Vlaamse overheid.
Op het plein vertrekken buslijnen naar alle hoeken van de provincie Limburg en daarbuiten. De bushaltes en het station maken van het Monseigneur Broekxplein het belangrijkste openbaar vervoerknooppunt van de stad Hasselt. Er bevindt zich tevens een staanplaats voor taxi's.